# Internationale Tennismeisterschaften von Deutschland 1978
Die 72. Internationalen Tennismeisterschaften von Deutschland fanden vom 15. Mai bis zum 21. Mai 1978 auf dem Rothenbaum in Hamburg statt.
Das Turnier war (sowohl im Herren- als auch im Damenbereich) Teil des von der ITF eingerichteten Grand Prix Circuits.
Die Titelverteidiger Paolo Bertolucci und Laura duPont schieden jeweils im Viertelfinale aus. Neue Titelträger wurden Guillermo Vilas und
Mima Jaušovec.  Ihren zweiten Titel gewann Mima Jaušovec an der Seite von Virginia Ruzici im Doppel im Finale gegen Katja Ebbinghaus und Helga Masthoff. Das Herrendoppel gewannen Wojciech Fibak und Tom Okker, der schon 1969 im Doppel und 1970 im Einzel in Hamburg gewonnen hatte. Das Halbfinale im Einzel erreichte die 18-jährige Sylvia Hanika.
Es war das letzte Mal, dass die Internationalen Tennismeisterschaften von Deutschland gemeinsam für Damen und Herren am Hamburger Rothenbaum stattfanden. Ab 1979 wurde nur noch das Herrenturnier in Hamburg ausgetragen, während das Damenturnier 1979 und in den folgenden Jahren auf der Anlage des LTTC Rot-Weiß Berlin am Hundekehlesee ausgetragen wurde. Die WTA hatte auf eine eigenständige Austragung des Damenturnier gedrängt, da dieses immer mehr in den Schatten des Herrenturniers geraten war und nun mit einem deutlich aufgestockten Preisgeld von 100.000 $ wieder attraktiver werden sollte, welches somit von den Organisatoren in Hamburg nicht mehr aufgebracht werden musste.

## Preisgeld
Es wurden bei den Herren 175.000 $ und bei den Damen 45.000 $ vergeben. Der Sieger im Herreneinzel erhielt 24.000 $, die Siegerpaarung im Herrendoppel 9.000 $.

## Ergebnisse

### Herreneinzel
|  | Finale |                 |   |   |   |  |  |
|  |        |                 |   |   |   |  |  |
|  |        | Guillermo Vilas | 6 | 6 | 6 |  |  |
|  |        | Wojciech Fibak  | 2 | 4 | 2 |  |  |

### Dameneinzel
|  | Finale |                 |   |   |  |
|  |        |                 |   |   |  |
|  |        | Mima Jaušovec   | 6 | 6 |  |
|  |        | Virginia Ruzici | 2 | 3 |  |
|  |        |                 |   |   |  |

### Herrendoppel
|  | Finale |                            |   |   |  |
|  |        |                            |   |   |  |
|  |        | Wojciech Fibak Tom Okker   | 6 | 6 |  |
|  |        | Antonio Muñoz Víctor Pecci | 2 | 4 |  |
|  |        |                            |   |   |  |

### Damendoppel
|  | Finale |                                 |   |   |   |
|  |        |                                 |   |   |   |
|  |        | Mima Jaušovec Virginia Ruzici   | 6 | 5 | 6 |
|  |        | Katja Ebbinghaus Helga Masthoff | 4 | 7 | 0 |
|  |        |                                 |   |   |   |